# Kreuzgrund (Triebenbach)
Der Kreuzgrund, auch Kreuzig genannt, ist ein etwa drei Kilometer langes Muldental südlich von Ruppersdorf in der Oberlausitz. Es senkt sich von einer Höhe von 330 Metern über NN am Ortsrand von Ninive in östlicher Richtung zu einer Höhe von 280 Metern über NN am Triebenbach ab. Der tief eingeschnittene untere Talhang fällt auf nördlicher Seite nur flach ab, auf der südlichen Seite dagegen weitaus steiler. Es wird angenommen, dass diese Landschaftsformen im Jungpleistozän im Zuge des Neißedurchdruchs entstanden sind.
Früher wurde das Tal von einem kleinen Bach durchflossen, ab Mitte des 20. Jahrhunderts führte dieser aber immer weniger Wasser. Heute ist dieser fast komplett ausgetrocknet, es sind nur noch vereinzelte Rinnsale anzutreffen.